# Робертсон, Робби
Ро́бби Ро́бертсон (англ. Robbie Robertson, полное имя Jaime Robbie Robertson; 5 июля 1943, Торонто — 9 августа 2023, Лос-Анджелес) — канадский гитарист и певец (автор-исполнитель).
Наиболее известен в качестве лид-гитариста и основного автора песен группы The Band. Позднее занялся сольной карьерой, а также начал работать в кино как актёр, продюсер и композитор.
Дебютный сольный альбом Робби Робертсона, озаглавленный просто Robbie Robertson, вышел в 1987 году. Альбом достиг 38-го места в США и 23-го места в Великобритании.
В 1991 году видел свет второй сольный альбом музыканта — Storyville. Как объясняет музыкальный сайт AllMusic, это был концептуальный альбом, «погруженный в звуки и образы этого знаменитого квартала Нового Орлеана» (то есть Сторивилля, новоорлеанского квартала красных фонарей).
В 2011 году журнал Rolling Stone поместил Робертсона на 59 место своего списка 100 величайших гитаристов всех времён.

## Смерть
Умер 9 августа 2023 года в Лос-Анджелесе в возрасте 80 лет после года борьбы с раком простаты.

## Дискография
- Robbie Robertson (1987)
- Storyville (1991)
- Music for the Native Americans (1994)
- Contact from the Underworld of Redboy (1998)
- How to Become Clairvoyant (2011)
- Sinematic (2019)

## Награды

### Государственные
- Офицер ордена Канады (2011).

### Музыкальные
- Премия «Джуно» за лучший альбом года[англ.] (1989)
- Премия Джека Ричардсона лучшему продюсеру года[англ.] (1989, 1995)
- Премия «Джуно» за лучший альбом года в жанре музыки коренных народов Канады[англ.] (1995)
- Премия генерал-губернатора по исполнительским видам искусства и мультимедиа (2006)